# Fredonia (Arizona)
Fredonia é uma vila localizada no estado americano do Arizona, no condado de Coconino. Foi incorporada em 1956. É localidade mais ao norte do Arizona e a porta de entrada para o North Rim no Grand Canyon.

## Geografia
De acordo com o United States Census Bureau, a vila tem uma área de 19 km², onde todos os 19 km² estão cobertos por terra.

### Localidades na vizinhança
O diagrama seguinte representa as localidades num raio de 48 km ao redor de Fredonia.

## Demografia
Segundo o censo nacional de 2010, a sua população é de 1 314 habitantes e sua densidade populacional é de 69,3 hab/km². Possui 578 residências, que resulta em uma densidade de 30,5 residências/km².